# Volkssturm
A Volkssturm (pronúncia em alemão: [ˈfɔlksʃtʊʁm]; "tempestade popular", ou "tropa de choque popular") foi uma milícia nacional de levante em massa estabelecida pela Alemanha nazista durante os últimos meses da Segunda Guerra Mundial. Não foi criada pelo Exército Alemão, o componente terrestre das forças armadas alemãs combinadas da Wehrmacht, mas pelo Partido Nacional-Socialista sob as ordens do líder Adolf Hitler e estabelecida em 25 de setembro de 1944. Era composta por recrutas do sexo masculino com idades entre 16 e 60 anos, que ainda não estavam servindo em alguma unidade militar. A Volkssturm foi um dos componentes finais da guerra total promulgada pelo ministro da Propaganda Joseph Goebbels, parte de um esforço nazista para superar a força militar de seus inimigos pela força de vontade. As unidades da Volkssturm travaram batalhas desesperadas contra as forças aliadas no final da guerra e, em várias ocasiões, seus membros participaram de atrocidades acompanhados por civis alemães e da Juventude Hitlerista, supervisionados por membros das SchutzStaffel ou Gauleiters.

## Origens e organização

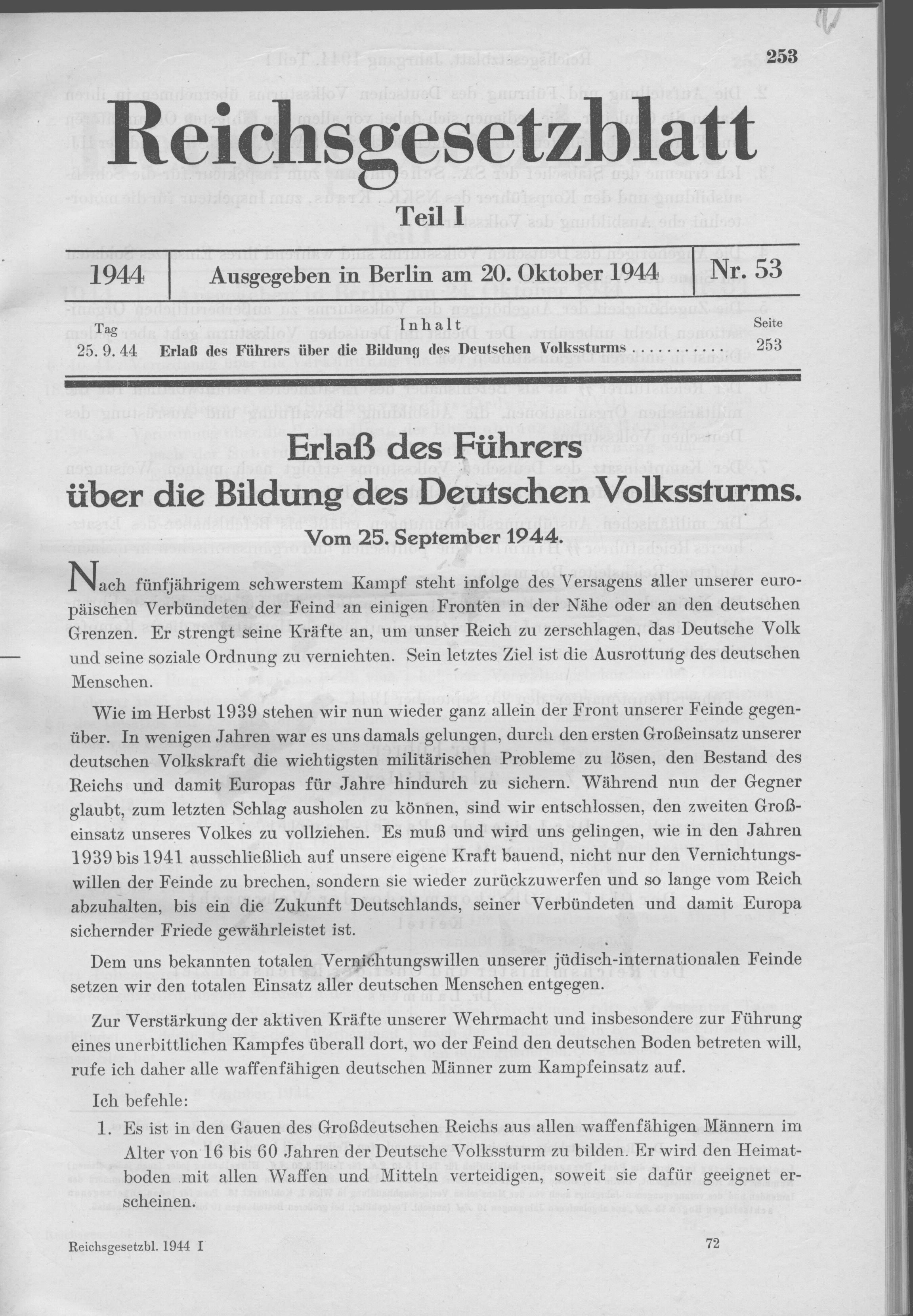
Decreto do Führer sobre a formação da Volkssturm de 25 de setembro de 1944.

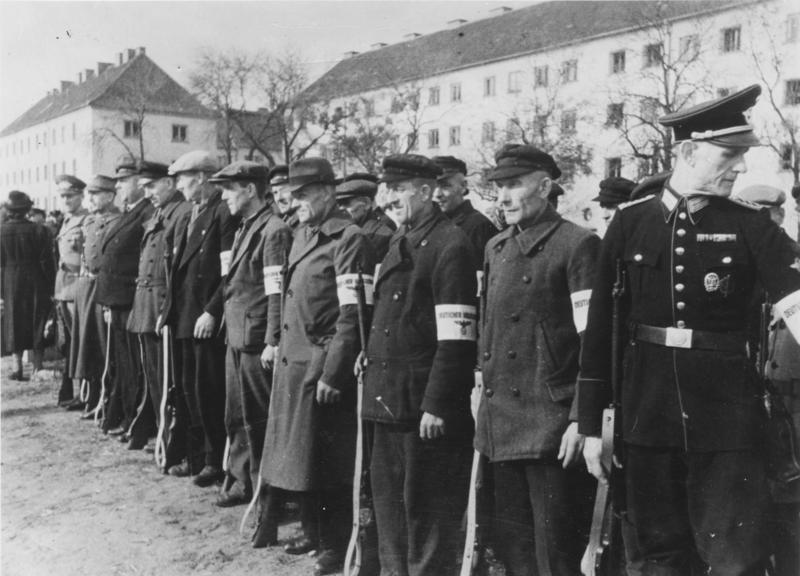
21 de outubro de 1944. Uma fotografia da Volkssturm da SS Propaganda Company; apenas os homens na extremidade esquerda e direita da linha parecem ser membros uniformizados, com a extrema direita sendo um oficial Ordnungspolizei

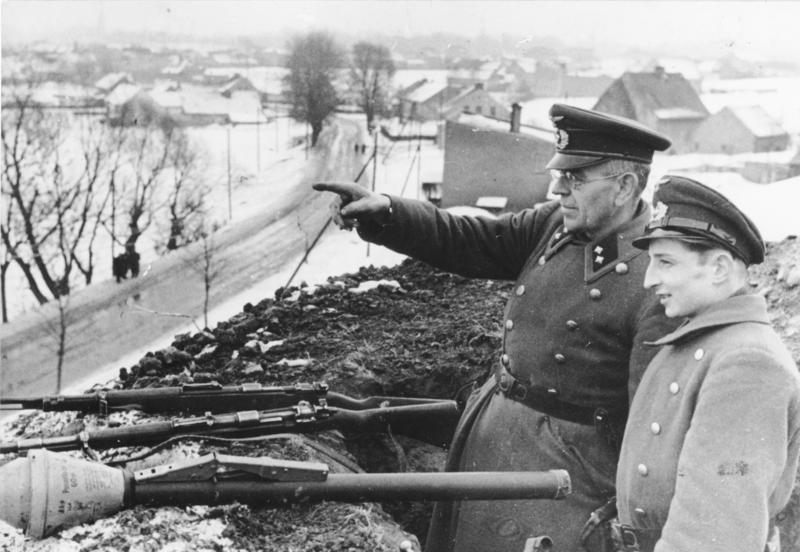
Esta foto retrata a disparidade de idade entre os membros, à esquerda um homem de 50 anos ou mais com um menino de cerca de 15 ou 16

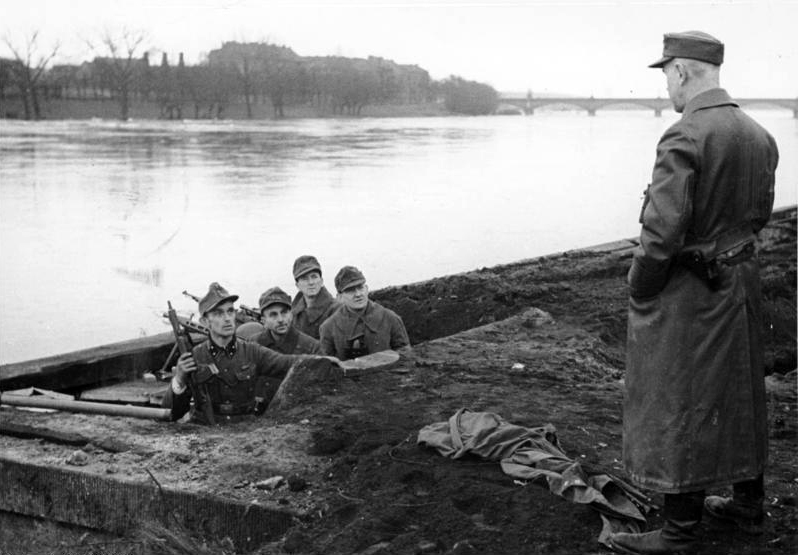
Volkssturm defendendo o rio Oder, fevereiro de 1945

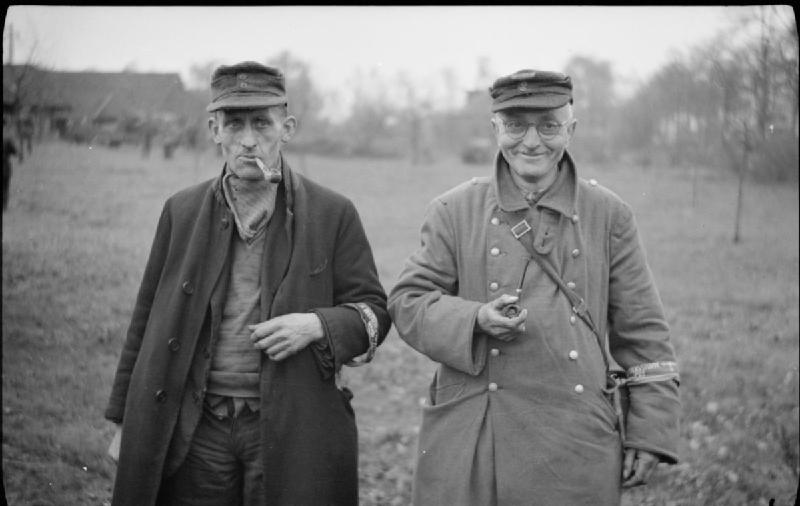
Dois membros da Volkssturm se rendem às tropas britânicas perto de Bocholt, em 28 de março de 1945

A nova Volkssturm inspirou-se no antigo Landsturm prussiano de 1813-1815, que lutou nas guerras de libertação contra Napoleão, principalmente como forças de guerrilha. Os planos para formar uma milícia nacional Landsturm no leste da Alemanha como último recurso para aumentar a força de combate foram propostos pela primeira vez em 1944 pelo general Heinz Guderian, chefe do Estado-Maior Geral. O Exército não tinha homens suficientes para resistir ao ataque soviético. Assim, outras categorias de homens foram chamadas para o serviço, incluindo aqueles em empregos não essenciais, aqueles anteriormente considerados impróprios, maiores de idade ou menores de idade, e aqueles em recuperação de feridas. A Volkssturm existia, no papel, desde por volta de 1925, mas foi somente depois que Hitler ordenou que Martin Bormann recrutasse seis milhões de homens para essa milícia que o grupo se tornou uma realidade física. Embora o regime tenha estabelecido formalmente a Volkssturm em 25 de setembro, ela não foi anunciada ao público até 16 de outubro de 1944. A data oficial de lançamento foi dois dias depois, 18 de outubro de 1944 e foi escolhida por Heinrich Himmler para evocar paralelos com a revolta popular que, segundo a lenda popular, acabou com o domínio francês sobre a Alemanha e culminou na Batalha de Leipzig na mesma data em 1813. Apesar do apelo para este esforço de última hora, a força pretendida de "seis milhões" de membros nunca foi alcançada.
Joseph Goebbels e outros propagandistas descreveram a Volkssturm como uma explosão de entusiasmo e vontade de resistir. O historiador Daniel Blatman escreve que a Volkssturm foi retratada como a "encarnação" da maior Volksgemeinschaft, pela qual "todas as diferenças de status social, origem ou idade e unem todas as pessoas com base na raça. Era a estrutura de serviço para os membros da comunidade local, que havia sido criada junto e conviveu lado a lado, e agora empunhava as armas para defender a comunidade." Em alguns aspectos, a Volkssturm foi a culminação do discurso de "guerra total" de Goebbels em fevereiro de 1943 e sua formação foi "dada um grande acúmulo" no episódio de novembro de 1944 do Die Deutsche Wochenschau. Mensagens consistentes de vitória final de vários meios de comunicação nazistas que acompanharam a criação do Volkssturm forneceram um ponto de encontro psicológico para a população civil. Embora tivesse algum efeito marginal no moral, foi prejudicado pela visível falta de uniformes e armamento dos recrutas. Temas nazistas de morte, transcendência e comemoração foram tocados para incentivar a luta. Muitos civis alemães perceberam que esta era uma tentativa desesperada de mudar o curso da guerra. Os velhos sardônicos comentavam: "Nós, macacos velhos, somos a mais nova arma do Führer" (em alemão isso rima: "Wir alten Affen sind des Führers neue Waffen"). Uma piada popular sobre a Volkssturm dizia: "Por que a Volkssturm Alemanha é o recurso mais precioso? Porque seus membros têm prata em seus cabelos, ouro em suas bocas e chumbo em seus ossos."
Para que essas unidades de milícia fossem eficazes, precisavam não apenas de força em número, mas também de fanatismo. Durante os estágios iniciais do planejamento da Volkssturm, ficou claro que as unidades sem moral não teriam eficácia no combate. Para gerar fanatismo, as unidades da Volkssturm foram colocadas sob o comando direto dos oficiais locais do partido nazista, o Gauleiter e o Kreisleiter.  A nova Volkssturm também se tornaria uma organização nacional, com Heinrich Himmler, como comandante do Exército de Substituição, responsável pelo armamento e treinamento. Embora nominalmente sob controle do partido, as unidades da Volkssturm foram colocadas sob o comando da Wehrmacht quando engajadas em ação. Consciente de que um "exército popular" não seria capaz de resistir ao ataque do exército moderno exercido pelos Aliados, Hitler emitiu a seguinte ordem no final de 1944:
 A experiência no Oriente mostrou que as unidades Volkssturm, de emergência e de reserva têm pouco valor de combate quando deixadas a si mesmas e podem ser rapidamente destruídas. O valor de combate dessas unidades, que são em sua maioria fortes em número, mas fracos nos armamentos necessários para a batalha moderna, é incomensuravelmente maior quando entram em ação com tropas do exército regular no campo. Eu, portanto, ordeno: onde unidades da Volkssturm, emergência e reserva estiverem disponíveis, juntamente com unidades regulares, em qualquer setor de batalha, grupos de batalha mistos (brigadas) serão formados sob comando unificado, de modo a dar à Volkssturm, emergência, e unidades de reserva endurecimento e suporte.
Com o Partido Nazista encarregado de organizar a Volkssturm, cada Gauleiter, ou Líder Distrital do Partido Nazista, era encarregado da liderança, inscrição e organização da Volkssturm em seu distrito. A maior unidade da Volkssturm parece ter correspondido à próxima subdivisão territorial menor da organização do Partido Nazista — o Kreis. A unidade básica era um batalhão de 642 homens. As unidades eram compostas principalmente por membros da Juventude Hitlerista, inválidos, idosos ou homens que anteriormente eram considerados inaptos para o serviço militar. Em 12 de fevereiro de 1945, os nazistas recrutaram mulheres e meninas alemãs para os auxiliares da Volkssturm. Da mesma forma, meninas de até 14 anos foram treinadas no uso de armas pequenas, panzerfaust, metralhadoras e granadas de mão de dezembro de 1944 a maio de 1945.
Desde o início da milícia até a primavera de 1945, Himmler e Bormann se envolveram em uma luta pelo poder sobre o controle jurisdicional da Volkssturm sobre os poderes de segurança e polícia na Alemanha e nos territórios ocupados; uma disputa que Himmler e sua SS ganharam mais ou menos em um nível (polícia e segurança), mas perderam para Bormann em outro (mobilizando forças de reserva).). O historiador David Yelton descreveu a situação como dois oficiais de patente no comando de um navio afundando lutando pelo comando.
Benito Mussolini sugeriu, por meio de seu filho Vittorio, então secretário-geral da filial alemã do Partido Republicano Fascista, que 30.000 italianos fossem adicionados à Volkssturm em defesa da Alemanha. No entanto, não existe nenhuma evidência de que esta oferta foi implementada.

## Uniformes e insígnias
O "uniforme" da Volkssturm era apenas uma braçadeira preta com as palavras alemãs Deutscher Volkssturm Wehrmacht ("Forças Armadas de Tempestade do Povo Alemão")."). O governo alemão tentou distribuir tantos de seus membros quanto possível com uniformes militares de todos os tipos, desde Feldgrau até tipos de camuflagem. Um exemplo revelador do equipamento fragmentado do Volkssturm ocorreu na Renânia, onde uma unidade recebeu "uniformes pretos da SS pré-guerra, casacos marrons da Organização Todt, bonés auxiliares azuis da Força Aérea e capacetes de aço franceses." A maioria dos membros da Volkssturm, especialmente os membros idosos, não tinha uniforme e não era fornecido, então eles geralmente usavam uniformes de trabalho (incluindo ferroviários, policiais e bombeiros), uniformes da Juventude Hitlerista, uniformes antigos ou suas partes da época da Primeira Guerra Mundial. Guerra Mundial ou suas roupas civis e geralmente carregavam consigo suas próprias mochilas pessoais, cobertores, equipamentos de cozinha, etc.

## Patentes

Bracelete da Volkssturm

As simples insígnias paramilitares da Volkssturm eram as seguintes:
| Patente da Volkssturm | Tradução                  | Patente militar equivalente | Insígnia               |
| --------------------- | ------------------------- | --------------------------- | ---------------------- |
| Bataillonsführer      | Líder de batalhão         | Major                       |                        |
| Bataillonsarzt        | Médico do Batalhão        | Capitão                     | com Bastão de Asclépio |
| Kompanieführer        | Líder de Companhia        | Capitão                     |                        |
| Zugführer             | Líder de pelotão          | Tenente                     |                        |
| Sanitätsdienstgrad    | Médico ordenado (pelotão) | Cabo                        |                        |
| Gruppenführer         | Líder de esquadrão        | Cabo                        |                        |
| Volkssturmmann        | Homem da Volkssturm       | Soldado                     |                        |

## Treinamento e impacto

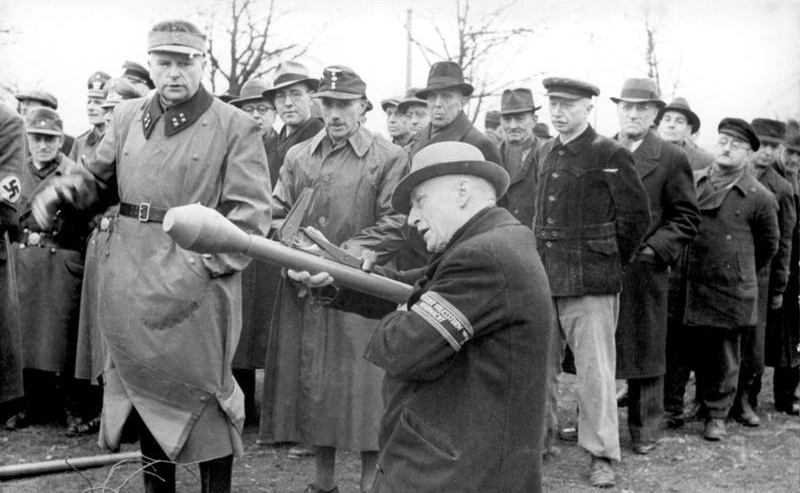
Fevereiro ou março de 1945: membros da Volkssturm sendo treinados para usar a arma antitanque Panzerfaust

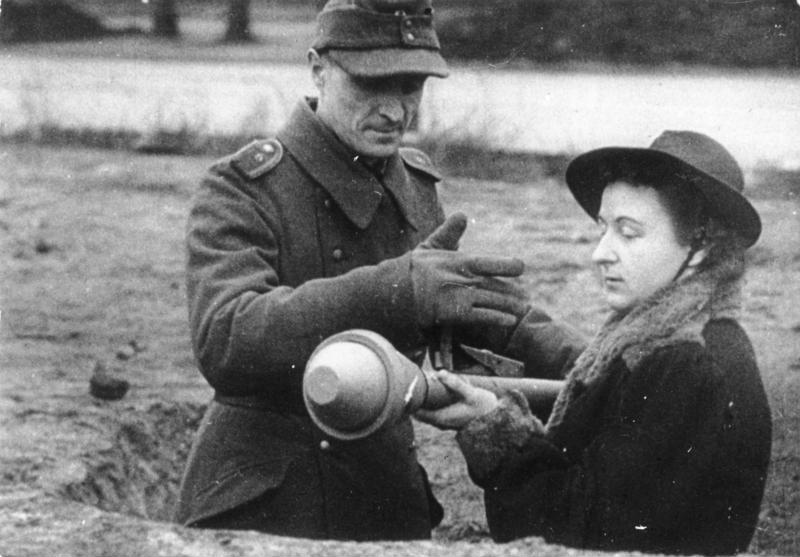
Março de 1945: Soldado da Volkssturm explicando o manuseio de um Panzerfaust para uma civil

Normalmente, os membros da Volkssturm recebiam apenas treinamento militar muito básico. Incluiu uma breve doutrinação e treinamento sobre o uso de armas básicas, como o fuzil Karabiner 98k e o Panzerfaust. Por causa dos combates contínuos e da escassez de armas, o treinamento com armas era muitas vezes mínimo. Também havia falta de instrutores, o que significa que o treinamento com armas às vezes era feito por veteranos da Primeira Guerra Mundial convocados para o serviço. Muitas vezes, os membros da Volkssturm só conseguiam se familiarizar com suas armas quando estavam em combate real.
Não havia padronização de qualquer tipo e as unidades eram emitidas apenas com os equipamentos disponíveis. Isso era verdade para todas as formas de equipamento - os membros da Volkssturm eram obrigados a trazer seus próprios uniformes e equipamentos culinários, etc. O armamento foi igualmente aleatório: embora alguns Karabiner 98k estivessem à mão, os membros também receberam Gewehr 98s e Gewehr 71s do século XIX e Steyr-Mannlicher M1888s, bem como pistolas Dreyse M1907. Além disso, havia uma infinidade de armas soviéticas, britânicas, belgas, francesas, italianas e outras que haviam sido capturadas pelas forças alemãs durante a guerra. Os alemães também desenvolveram armas Volkssturm baratas, mas razoavelmente eficazes, como metralhadoras MP 3008 e rifles Volkssturmgewehr. Estas eram construções completamente estampadas e prensadas à máquina (na década de 1940, os processos industriais eram muito mais grosseiros do que hoje, então uma arma de fogo precisava de grandes quantidades de trabalho semi-artesanal para ser realmente confiável). As tropas da Volkssturm foram nominalmente fornecidas quando e onde possível tanto pela Wehrmacht quanto pela SS. No final de janeiro de 1945, a Volkssturm havia acumulado apenas 40.500 fuzis e 2.900 metralhadoras em meio a essa mistura de armamentos estrangeiros e ultrapassados.
Quando as unidades completavam seu treinamento e recebiam armamento, os membros faziam um juramento costumeiro a Hitler e eram então enviados para o combate. Adolescentes e homens de meia-idade foram enviados para campos de treinamento separados, alguns dos quais receberam apenas dez a quatorze dias de treinamento antes de serem enviados para lutar. Ao contrário da maioria dos países de língua inglesa, a Alemanha tinha o serviço militar universal para todos os jovens por várias gerações, então muitos dos membros mais velhos teriam pelo menos treinamento militar básico de quando serviram no exército alemão e muitos seriam veteranos do exército alemão. Primeira Guerra Mundial. As unidades da Volkssturm deveriam ser usadas apenas em seus próprios distritos, mas muitas foram enviadas diretamente para as linhas de frente. Em última análise, cabia a eles confrontar o poder avassalador dos exércitos britânico, canadense, soviético, americano e francês ao lado das forças da Wehrmacht para virar a maré da guerra ou dar um exemplo brilhante para as futuras gerações de alemães e expurgar a derrota de 1918 lutando até o fim, morrendo antes de se render. Foi um objetivo apocalíptico que alguns dos designados para a Volkssturm levaram a sério. Membros incansavelmente fanáticos da Volkssturm se recusaram a abandonar o ethos nazista até os últimos dias da Alemanha nazista e, em vários casos, tomaram "ações policiais" brutais contra civis alemães considerados derrotistas ou covardes.
Em algumas ocasiões, os membros da Volkssturm mostraram uma tremenda coragem e uma vontade determinada de resistir, mais ainda do que os soldados da Wehrmacht. O batalhão Volkssturm 25/235, por exemplo, começou com 400 homens, mas lutou até restar apenas 10 homens. Lutando em Küstrin entre 30 de janeiro e 29 de março de 1945, as unidades da milícia compostas principalmente pela Volkssturm resistiram por quase dois meses. As perdas foram mais de 60 por cento para o Volkssturm em Kolberg, cerca de 1.900 deles morreram em Breslau, e durante a Batalha de Königsberg (Kaliningrado), outros 2.400 membros do Volkssturm foram mortos. Em outras ocasiões, particularmente na frente ocidental, as tropas da Volkssturm largavam as armas e desapareciam no caos. O ardor e o fanatismo juvenil entre os membros da Juventude Hitlerista que lutavam com a Volkssturm ou um insaciável senso de dever dos velhos às vezes se mostravam trágicos. Um exemplo compartilhado pelo historiador Stephen Fritz é instrutivo neste caso:
Em uma aldeia representativa ao norte de Bad Windsheim, a unidade Herbolzheim Volkssturm, com sua composição costumeira de homens idosos e meninos sob a influência de alguns soldados do exército regular, tolamente declarou a cidade uma fortaleza e colocou minas nas ruas. Quando as tropas americanas se aproximaram no meio da manhã de 12 de abril, tiros da aldeia ecoaram. Irritados, os americanos iniciaram uma barragem de artilharia de duas horas complementada por ataques aéreos que destruíram a cidade com bombas incendiárias e altamente explosivas. Com sua aldeia em chamas, os habitantes civis, principalmente idosos, mulheres e crianças, fugiram em busca de abrigo para os campos ao redor, sob fogo americano.
Nem todas as unidades da Volkssturm tinham perspectivas suicidas ou apocalípticas à medida que a guerra se aproximava do fim. Muitos deles perderam o entusiasmo pela luta quando ficou claro que os Aliados venceram, levando-os a depor suas armas e se render – eles também temiam ser capturados pelas forças aliadas e torturados ou executados como guerrilheiros. O dever para com suas comunidades e poupá-los de horrores como em Bad Windsheim também desempenhou um papel em sua capitulação, assim como a autopreservação.

## Batalha por Berlim
Seu uso mais extensivo foi durante a Batalha de Berlim, onde as unidades da Volkssturm lutaram em muitas partes da cidade. Esta batalha foi particularmente devastadora para suas formações; no entanto, muitos membros lutaram até a morte por medo de serem capturados pelos soviéticos, resistindo até o fim, o que estava de acordo com sua aliança. O Volkssturm tinha uma força de cerca de 60.000 na área de Berlim, formado em 92 batalhões, dos quais cerca de 30 batalhões de Volkssturm I (os que com algumas armas) foram enviados para posições avançadas, enquanto os de Volkssturm II (os sem armas) permaneceram em o interior da cidade. Uma das poucas unidades de combate substantivas que restaram para defender Berlim foi o LVI Panzer Corps, que ocupou o setor sudeste da cidade, enquanto as partes restantes da cidade estavam sendo defendidas pelo que restava da SS, da Volkssturm e da Juventude Hitlerista. formações. No entanto, uma força de mais de 2,5 milhões de tropas soviéticas, equipadas com 6.250 tanques e mais de 40.000 peças de artilharia foram designadas para capturar a cidade, e os remanescentes diminuídos da Wehrmacht não foram páreo para eles. Enquanto isso, Hitler denunciou toda "traição" percebida aos habitantes do Führerbunker. Não ansiosos para morrer o que se pensava ser uma morte sem sentido, muitos membros mais velhos da Volkssturm procuraram lugares para se esconder do exército soviético que se aproximava. Justaposta à trágica imagem de Berlim resistindo contra todas as probabilidades estava o êxodo e a capitulação frequentes de soldados da Wehrmacht e membros da Volkssturm no sul e oeste da Alemanha.
Uma unidade Volkssturm notável e incomum na Batalha de Berlim foi o Batalhão Siemensstadt 3/115. Era composto por 770 homens, principalmente veteranos da Primeira Guerra Mundial na faixa dos 50 anos que eram operários razoavelmente aptos, com oficiais experientes. Ao contrário da maioria das unidades da Volkssturm, estava muito bem equipada e treinada. Foi formado em três companhias de fuzileiros, uma companhia de apoio (com dois canhões de apoio de infantaria, quatro morteiros de infantaria e metralhadoras pesadas) e uma companhia de armas pesadas (com quatro obuseiros M-20 soviéticos e um morteiro francês De Bange 220 mm). O batalhão atacou pela primeira vez as tropas soviéticas em Friedrichsfelde em 21 de abril e viu os combates mais pesados nos dois dias seguintes. Ele resistiu até 2 de maio, quando foi reduzido para apenas 50 rifles e duas metralhadoras leves. Os sobreviventes recuaram para se juntar a outras unidades da Volkssturm. 26 homens do batalhão foram condecorados com a Cruz de Ferro. O bombardeio aliado e a artilharia soviética reduziram Berlim a escombros; enquanto isso, a posição final em Berlim diminuiu para lutar contra tropas soviéticas altamente treinadas e endurecidas pela batalha à beira da vitória final, que viam os combatentes da resistência como a Volkssturm como terroristas da mesma forma que a Wehrmacht uma vez viu potenciais guerrilheiros durante a Operação Barbarossa. Soldados do Exército Vermelho chamaram as formações da Juventude Hitlerista e os membros da Volkssturm que ainda lutam até o fim em Berlim de "totais" por fazerem parte do esforço total de mobilização da Alemanha.

## Participação nas atrocidades
Em várias ocasiões, membros da Volkssturm tentaram evitar ou participaram de atrocidades. Durante janeiro de 1945, milhares de prisioneiros foram evacuados e forçados a marchar de vários campos de concentração menores – que incluíam Jesau, Seerappen, Schippenbeil, Gerdauen e Helgenbeil – perto de Königsberg, muitos morrendo ao longo do caminho. Ao chegar a Palmnicken, cerca de 2.500 a 3.000 prisioneiros dos 5.000 que originalmente iniciaram a jornada, foram alojados em uma fábrica. O prefeito e chefe do partido nazista local, Kurt Friedrichs, queria que a SS mandasse esses prisioneiros embora, já que o Exército Vermelho não estava longe. Quando o líder local da Volkssturm, Hans Feyerabend, foi ordenado a transportar os prisioneiros sofredores para fora da cidade, ele se recusou a cumprir a ordem e foi ouvido exclamando que não permitiria um massacre como o da floresta de Katyn. Feyerabend até designou guardas da Volkssturm para vigiar os membros locais do partido nazista, mas isso se mostrou infrutífero quando Friedrich armou um grupo da Juventude Hitlerista e também convocou os elementos locais do SD, cujos líderes então comandaram a Volkssturm para ajudar a evacuar os prisioneiros. Em 30 de janeiro de 1945, depois que a Volkssturm partiu com Friedrich no comando, Feyerabend cometeu suicídio; então, entre 30 de janeiro e 1º de fevereiro, os prisioneiros foram assassinados pelo conjunto restante de guardas da SS, a Juventude Hitlerista e a unidade local da Volkssturm.
Quando os prisioneiros adoeceram de tifo na Styria Gau durante fevereiro-março de 1945, homens da SS, da Juventude Hitlerista e unidades da Volkssturm os assassinaram sistematicamente. Sob as ordens de Kreisleiter do distrito de Loeben, Otto Christandl, unidades da Volkssturm nas proximidades de Graz e Eisenerz ajudaram os homens da Gestapo e da Waffen-SS ucraniana a evacuar entre 6.000 e 8.000 prisioneiros - sendo marchados em direção a Mauthausen - de sua região, muitos dos quais foram assassinados durante a viagem, quando desmaiaram de exaustão.
Em algum momento no início de abril de 1945, quando as forças aliadas se aproximaram das instalações de Mittelwerk - onde os foguetes V2 estavam sendo produzidos - os trabalhadores escravos do campo de concentração de Mittelbau-Dora foram forçados a marchar do oeste de Harz por uma coleção de guardas recrutados dos militares, o Hitler Juventude e Volkssturm. Aproximadamente 40 quilômetros ao norte de Magdeburg, na aldeia de Mieste, esse conjunto heterogêneo de guardas trancou mil desses prisioneiros em um celeiro e os queimou vivos por instrução de um líder local do Partido Nazista; este evento veio a ser conhecido como o massacre de Gardelegen. Na cidade de Celle, na Baixa Saxônia, na mesma época, membros da SS, SA, polícia local, Juventude Hitlerista e Volkssturm foram auxiliados por moradores locais para "caçar e atirar" em prisioneiros que fugiram para a floresta local após o transporte. trem foi bombardeado.
Membros interrogados da Volkssturm - quando questionados sobre para onde as forças regulares haviam ido - revelaram que os soldados alemães se renderam aos americanos e britânicos em vez do Exército Vermelho por medo de represálias relacionadas às atrocidades que cometeram na União Soviética.

## Fase final

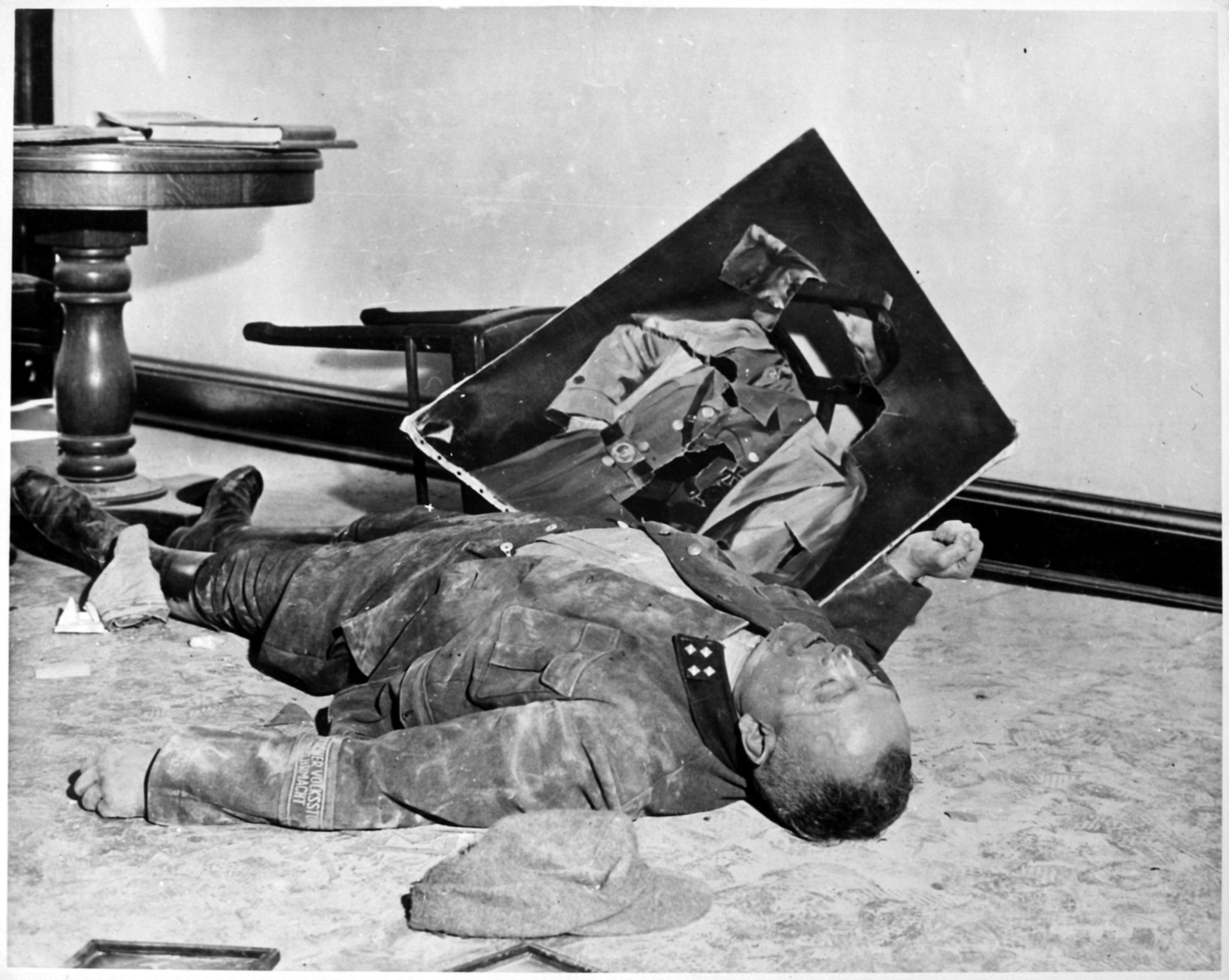
Famosa fotografia do Volkssturm-Bataillonsführer Walter Dönicke, que cometeu suicídio após a derrota da Alemanha nazista; observe os quatro pips em seu remendo gorget

Enquanto as Cruzes de Ferro eram distribuídas em lugares como Berlim, outras cidades e vilas como Parchim e Mecklenburg testemunhavam velhas elites, atuando como comandantes militares da Juventude Hitlerista e da Volkssturm, afirmando-se e exigindo que a luta defensiva parasse para poupar vidas e propriedade. Apesar de seus esforços, os últimos quatro meses da guerra foram um exercício de futilidade para a Volkssturm, e a insistência da liderança nazista em continuar a luta até o fim contribuiu para mais 1,23 milhão (aproximadamente) de mortes, metade delas militares alemãs. e a outra metade do Volkssturm.
Em muitas cidades pequenas, quando os líderes da Volkssturm se recusaram a lutar contra as forças superiores dos Aliados - parte de uma tentativa de contornar a "destruição total" de suas regiões de origem - eles foram julgados e "sumariamente enforcados" por ativistas do partido. Milhares foram mortos assim em Franken durante a primavera de 1945.

## Membros notáveis
- Otto Dix, pintor alemão
- Gerhart Drabsch, Escritor alemão, morto na Frente Oriental em 1945
- Martin Heidegger, filósofo alemão[64]
- Hans Modrow, penúltimo primeiro-ministro da Alemanha Oriental[65]
- Ernst Tiburzy, recebeu a Cruz de Cavaleiro da Cruz de Ferro.[66]
- Gustav Anton von Wietersheim, Veterano da Primeira Guerra Mundial e general da Segunda Guerra Mundial demitido por aparentes fracassos no início da Batalha de Stalingrado